# Utopía
Utopía – drugi studyjny album Belindy. Wydany 3 października 2006, dystrybucją EMI Music. Album został nagrodzony Grammy 29 sierpnia 2007 roku. 

## Lista utworów
- "Utopia" 3:00
- "Ni Freud ni tu mamá" 3:24
- "See a little Light" 4:04
- "Bella Tración" 3:45
- "Contigo o Sin Ti" 4:01
- "Alguien Más" 3;13
- "¿Quien Es Feliz?" 3:47
- "Pudo Ser Tan Fácil" 3:54
- "Noche Cool" 3:06
- "Amiga Soledad" 4:24
- "Good...Good" 3:23
- "Luz Sin Gravedad" 4:01
- 'Never Enough" 3:12

Single
- "Ni Freud ni tu mamá"
- "Bella Traición"
- "Luz Si Gravedad"
- "Alguien Más"

## Utopia 2
25 września 2007 roku wyszła nowa wersja z dodatkowymi 5 translacjami po angielsku + DVD. 

## Utopia EU Edition
25 września 2007 wyszła też wersja dla Unii Europejskiej. Zawierała dodatkowo 13 translacji po angielsku.